# ムスリムニュース
ムスリム・ニュースは、月刊およびデジタル版の新聞である。1989年2月にアフメド・J・ヴェルシによって創刊され、 現在ではイギリス最大の月刊民族紙に成長した。新聞は自らを「イギリスで唯一の独立したムスリム月刊新聞であり、いかなる国、組織、政党からも支援を受けていない」と説明している。
この新聞は、ムスリムがさまざまな問題について「ロビー活動やキャンペーンを行う」ためのプラットフォームを提供している。140,000部が発行されており、多くはモスクで無料配布されている。 公式ウェブサイト（www.muslimnews.co.uk）は、月間150万回のアクセスがある。 
現在の編集長はアフメド・ヴェルシであり、彼は新聞運営のためにフルタイムでボランティアとして活動している。ヴェルシは、3年間の経験を持つロビージャーナリストでもある。  

## ムスリム・ニュース優秀賞
ムスリム・ニュースは、創設者アフメド・J・ヴェルシの指導のもと、2000年にこの賞を設立した。イギリス国内のムスリムの功績を称えることを目的としており、彼らの貢献が見過ごされがちな現状に対応するために始まった。
2014年には12周年を迎え、デーヴィッド・キャメロン首相（当時）も出席し、新聞への手紙の中で次のように述べた。「12年目を迎えたこの名誉ある賞は、活気あるムスリム社会の素晴らしい才能を紹介するものです。」  
この賞には、チャールズ国王や トニー・ブレア元首相、テリーザ・メイ首相など、イギリスの著名な政治家も出席している。 

## 受賞歴とノミネート
2015年1月、ムスリム・ニュースはブリティッシュ・ムスリム・アワードにおいて「Responsible Media of the Year（責任あるメディア賞）」にノミネートされた。